# Lista botaniștilor după abrevierea de autor
Aceasta este o listă incompletă de botaniști după abrevierile lor de autor, care sunt destinate citării denumirilor științifice sau a lucrărilor pe care le-au publicat. Această listă este întocmită după Authors of Plant Names⁠(en)[traduceți] de Brummitt & Powell (1992). Utilizarea acelei liste este recomandată prin Nota 1 Rec. 46A din International Code of Nomenclature for algae, fungi, and plants. Lista este actualizată online la The International Plant Names Index și Index Fungorum.
De notat că în unele cazuri abrevierea de autor constă dintr-un nume de familie complet, iar în alte cazuri numele este abreviat sau/și însoțit de una sau mai multe inițiale. Nu se pun spații între inițiale și nume (sau abrevierea sa).

#### Ordinea intrărilor
Lista de aici este menținută strict în ordinea alfabetică a abrevierilor; astfel "A.B.Jacks." apare la litera "A" și nu la "J", și este situat astfel ca și cum caracterele ar fi fost "ABJACKS". Capitalizarea este ignorată, la fel ca și toate caracterele non-alfabetice ca puncte și spații. Semenele diacritice de asemenea sunt ignorate, astfel încât, de exemplu, "ü" este tratat ca și cum ar fi "u".

#### Navigare
Din cauza lungimii sale, lista este despărțită în mai multe pagini separate. Toate secțiunile alfabetice pot fi accesate din cuprins.

## A
| Liste: | A | B | C | D | E F | G | H | I J | K L | M | N O | P | Q R | S | T U V | W X Y Z |

- Aa – Hubertus Antonius van der Aa (es; pt) (n. 1935)
- A.A.Cocucci – Andrea A. Cocucci (es) (n. 1959)
- A.A.Eaton – Alvah Augustus Eaton (1865–1908)
- A.A.Fisch.Waldh. – Alexandr Alexandrovich Fischer von Waldheim (1839–1920)
- A.A.Hend. – Andrew Augustus Henderson (1816–1876)
- A.Ames – Adeline Ames (n. 1879)
- A.Anderson – Alexander Anderson (1748–1811)
- Aarons. – Aaron Aaronsohn (1876–1919)
- Aase – Hannah Caroline Aase (1883–1980)
- A.Barbero – Andrés Barbero (1877–1951)
- A.Bassi – Agostino Bassi (1772–1856)
- Abbayes – Henry Nicollon des Abbayes (1898–1974)
- Abbot – John Abbot (1751–c. 1840)
- Abedin – Sultanul Abedin (alte limbi) (fl. 1986)
- Aberconway – Henry McLaren, 2nd Baron Aberconway (1879–1953)
- A.Berger – Alwin Berger (1871–1931)
- A.B.Frank – Albert Bernhard Frank (1839–1900)
- A.B.Graf – Alfred Byrd Graf (1901–2001)
- A.B.Jacks. – Albert Bruce Jackson (1876–1947)
- A.Bloxam – Andrew Bloxam (1801–1878)
- A.Blytt – Axel Gudbrand Blytt (1843–1898)
- A.Br. – Addison Brown (1830–1913)
- A.Braun – Alexander Karl Heinrich Braun (1805–1877)
- Abramov – Ivan N. Abramov (n. 1884–1953)
- Abrom. – Johannes Abromeit (1857–1946)
- A.Bruggen – Adolph Cornelis van Bruggen (n. 1929)
- A.Butler – Alan Butler (alte limbi) (n. 1946)
- A.Cabrera – Ángel Cabrera (1879–1960) (a nu se confunda cu botanistul Ángel Lulio Cabrera (alte limbi) (1908–1999))
- A.Camus – Aimée Antoinette Camus (1879–1965)
- A.Cast. – Alberto Castellanos (es; pt) (1896–1968)
- Acerbi – Giuseppe Acerbi (1773–1846)
- Ach. – Erik Acharius (1757–1819)
- A.C.H.Blinks – Anne Catherine Hof Blinks (1903-1995)
- A.Chev. – Auguste Jean Baptiste Chevalier (1873–1956)
- Achv. – Agazi Asaturovich Achverdov (born in 1907-)
- Acloque – Alexandre Noël Charles Acloque (1871–1908)
- A.C.Schultz – August Christian Schultz (1813–1908)
- A.C.Sm. – Albert Charles Smith (1906–1999)
- Acuña – Julián Acuña Galé (1900–1973)
- A.Cunn. – Allan Cunningham (1791–1839)
- A.C.White – Alain Campbell White (1880–1951)
- Adams – Johann Friedrich Adam (1780–1838)
- Adans. – Michel Adanson (1727–1806)
- A.DC. – Alphonse Louis Pierre Pyrame de Candolle (1806–1893)
- A.D.Danilov – Alexander Danilovich Danilov (n. 1903)
- Ade – Alfred Ade (alte limbi) (1876–1968)
- Adelb. – Albert George Ludwig Adelbert (alte limbi) (1914–1972)
- Adema – Fredericus Arnoldus Constantin Basil Adema (n. 1939)
- Aderh. – Rudolf Ferdinand Theodor Aderhold (1865–1907)
- A.D.Hardy – Alfred Douglas Hardy (1870–1958)
- A.D.Hawkes – Alex Drum Hawkes (1927–1977)
- A.Dietr. – Albert Gottfried Dietrich (1795–1856)
- Adolf – Nina Avgustinovna Adolf (1903-1951)
- A.E.D.Daniels – Albert Ebenezer Dulip Daniels (n. 1964)
- A.E.Hoffm – Adriana Hoffmann (n. 1940)
- Aellen – Paul Aellen (de; es; pt) (1896–1973)
- A.E.Reuss – August Emanuel Rudolph von Reuss (1811–1873)
- A.Evans – Alexander William Evans (1868–1959)
- A.E.van Wyk – Abraham Erasmus Braam van Wyk (n. 1952)
- A.F.Bartsch – Alfred Frank Bartsch (1913–2009)[5]
- A.Fedtsch. – Alexei Pavlovich Fedchenko (1844–1873)
- A.Fisch. – Alfred Fischer (1858–1913)
- Afonina – Olga Mikhailovna Afonina (n. 1945)
- A.F.Tryon – Alice Faber Tryon (1920–2009)
- Afzel. – Adam Afzelius (1750–1837)
- Agerer – Reinhard Agerer (alte limbi) (n. 1947)
- A.G.Floyd – Alexander G. Floyd (n. 1926)
- A.Gibson – Alexander Gibson (1800–1867)
- A.G.Jones – Almut Gitter Jones (es) (n. 1923)
- A.G.Lyon – Alexander Geoffrey Lyon (fl. 1950–1960)
- A.G.Mill. – Anthony G. Miller (alte limbi) (n. 1951)
- A.Gray – Asa Gray (1810–1888)
- A.Ham. – Arthur Hamilton (alte limbi) (fl. 1832)
- A.Hässl. – Arne Hässler (1904–1952)
- A.Hay – Alistair Hay (n. 1955)
- A.Heller – Amos Arthur Heller (1867–1944)
- A.Hend. – Archibald Henderson (n. 1921)
- A.Henry – Augustine Henry (1857–1930)
- A.H.Evans – Arthur Humble Evans (1855–1943)
- A.H.Gentry – Alwyn Howard Gentry (1945–1993)
- A.H.Heller – Alfonse Henry Heller (es) (1894–1973)
- A.H.Holmgren – Arthur Hermann Holmgren (es) (1912-1992)[6]
- Ahmadjian – Vernon Ahmadjian (1930–2012)
- Ahrendt – Leslie Walter Allen Ahrendt (1903–1969)
- A.H.S.Lucas – Arthur Henry Shakespeare Lucas (1853–1936)
- A.Huet – Alfred Huet du Pavillon (1829–1907)
- Ainsw. – Geoffrey Clough Ainsworth (1905–1998)
- Airy Shaw – Herbert Kenneth Airy Shaw (1902–1985)
- Aitch. – James Edward Tierney Aitchison (1836–1898)
- Aiton – William Aiton (1731–1793)
- A.Jaeger – August Jaeger (1842–1877)
- A.J.Eames – Arthur Johnson Eames (1881–1969)
- A.J.Hend. – Andrew Henderson (n. 1950)
- A.J.Hill – Albert Joseph Hill (n. 1940)
- A.J.M.Baker – Alan John Martin Baker (n. 1948)
- A.J.Paton – Alan James Paton (n. 1963)
- A.J.Scott – Andrew John Scott (botanist) (alte limbi) (n. 1950)
- A.Juss. – Adrien-Henri de Jussieu (1797–1853)
- A.Kern. – Anton Kerner von Marilaun (1831–1898)
- Akhani – Hossein Akhani (es) (n. 1950)
- A.K.Irvine – Anthony Kyle Irvine (n. 1937)
- A.K.Skvortsov – Alexey Skvortsov (1920–2008)
- A.K.S.Prasad – Akshinthala K. Sai Krishna Prasad (n. 1949)
- A.Kurz – Albert Kurz (1886–1948)[7]
- A.K.Wallace – Anne Karin Wallace (fl. 1997)
- Alain – Henri Alain Liogier (1916–2009)
- A.L.Andrews – Albert LeRoy Andrews (1878–1961)
- Alb. – Johannes Baptista von Albertini (1769–1831)
- Al.Brongn. – Alexandre Brongniart (1770–1847)
- Aldrovandi – Ulisse Aldrovandi (1522–1605)
- Alderw. – Cornelis Rugier Willem Karel van Alderwerelt van Rosenburgh (alte limbi) (1863–1936)
- Alexeeva. – N. B. Alexeeva
- Alef. – Friedrich Georg Christoph Alefeld (1820–1872)
- A.Lem. – Adrien Lemaire (1852–1902)
- A.Lesson – Adolphe Pierre Primevère Lesson (1809–1862)
- Alexander – Edward Johnston Alexander (1901–1985)
- Al.Jahn – Alfredo Jahn Hartman (1867–1940)
- All. – Carlo Allioni (1728–1804)
- A.L.Lamb – Anthony L. Lamb (n. 1942)
- Allan - Harry Howard Barton Allan (1882-1957)
- Allemão – Francisco Freire Allemão e Cysneiro (1797–1874)
- Allred – Kelly Allred (n. 1949)
- Alm – Carl Gustav Alm (n. 1888)
- Á.Löve – Áskell Löve (1916–1994)
- Alphand – Jean-Charles Alphand (1817–1891)
- Alph.Wood – Alphonso Wood (1810–1881)
- Alpino – Prospero Alpino (1553–1617)
- Al-Shehbaz – Ihsan Ali Al-Shehbaz (n. 1939)
- A.L.Sm. – Annie Lorrain Smith (1854–1937)
- Alston – Arthur Hugh Garfit Alston (1902–1958)
- Alstr. – Clas Alströmer (1736–1794)
- Altam. – Fernando Altamirano (1848–1908)
- Altschul – Siri von Reis (n. 1931)
- A.Macedo – Amaro Macedo (n. 1914)
- Amakawa – Tairoko Amakawa (n. 1917)
- Amann – Johann Amann (1814–1878)
- Amaral – Ayrton Amaral (n. 1948)
- A.Massal. – Abramo Bartolommeo Massalongo (1824–1860)
- A.Mathews – Andrew Mathews (1801–1841)
- Amberg – Otto Amberg (1875–1920)
- Ambronn – Hermann Ambronn (1856–1927)
- Ambrosetti – José Arturo Ambrosetti (n. 1939)
- Ambrosi – Francesco Ambrosi (1821–1897)
- Ambroz – Josef Ambroz (1886–1950)
- A.Meeuse – Adrianus Dirk Jacob Meeuse (es) (n. 1914)
- Ameljcz. – V. P. Ameljczenko (n. 1948)
- Ames – Oakes Ames (1874–1950)
- Amich – Francisco Amich García (n. 1953)
- Amici – Giovanni Battista Amici (1786–1863)
- Amin – Amal Amin (n. 1929)
- Amirkh. – Amirkhan Magomedovich Amirkhanov (n. 1952)
- Amman – Johann Amman (1707–1741)
- Ammann – Morgane Ammann (n. 1986)
- Ammerman – Elizabeth Ammerman (n. 1917)
- Ammirati – Joseph F. Ammirati (n. 1942)
- Amo – Mariano del Amo y Mora (1809–1896)
- Amor – Angel Amor Morales (n. 1959)
- A.M.Ross – Alexander Milton Ross (1832–1897)
- Amshoff – Gerda Jane Hillegonda Amshoff (1913–1985)
- Amsler – Charles D. Amsler (n. 1959)
- A.M.Sm. – Annie Morrill Smith (1856–1946)
- A.Murray – Andrew Dickson Murray (1812–1878)
- A.N.Danilov – Afanasij Nikolaevich Danilov (1903–1942)
- A.N.Demidov – Anatoly Nikolaievich Demidov, 1st Prince of San Donato (1813–1870)
- Andersen – Johannes Carl Andersen (1873–1962)
- Anderson – James Anderson (1738–1809)
- Andersson – Nils Johan Andersson (1821–1880)
- Andr. – Gábor Andreánszky (1895–1967)
- André – Édouard André (1840–1911)
- Andres – Heinrich Andres (1883–1970)
- Andrews – Henry Charles Andrews (1794–1830)
- Andronov – Nikolaĭ Matveevich Andronov (fl. 1955)
- Andrz. – Antoni Lukianowicz Andrzejowski (alte limbi) (1785–1868)
- A.Nelson – Aven Nelson (es; ru) (1859–1952)
- A.Neumann – Alfred Neumann (1916–1973)
- Ångstr. – Johan Ångström (es; fr) (1813–1879)
- Ant.Juss. – Antoine de Jussieu (1686–1758)
- Ant.Molina – José Antonio Molina Rosito (n. 1926)
- Antoine – Franz Antoine (1815–1886)
- Ant.Schott – Anton Schott (1866–1945)
- A.Pearson – Arthur Anselm Pearson (1874–1954)
- A.Phelps – Almira Hart Lincoln Phelps (1793–1884)
- Applegate – Elmer Ivan Applegate (1867–1949)
- A.Pramanik – Arabinda Pramanik (n. 1957)
- Apstein – Carl Heinrich Apstein (1862–1950)
- A.Raynal – Aline Marie Raynal (n. 1937)
- Arcang. – Giovanni Arcangeli (1840–1921)
- Archer – Thomas Croxen Archer (1817–1885)
- A.R.Clapham – Arthur Roy Clapham (1904–1990)
- Ard. – Pietro Arduino (1728–1805)
- Arechav. – José Arechavaleta (1838–1912)
- A.Regel – Johann Albert von Regel (alte limbi) (1845–1908)
- Arènes – Jean Arènes (1898–1960)
- Aresch. – Johan Erhard Areschoug (1811–1887)
- Argent – Graham Charles George Argent (es) (n. 1941)
- A.Rich. – Achille Richard (1794–1852)
- Arm. – Edward Armitage (1822–1906)
- Arn. – George Arnott Walker Arnott (1799–1868)
- Arnell – Hampus Wilhelm Arnell (1848–1932)
- Arnold – Ferdinand Christian Gustav Arnold (1829–1901)
- A.Robyns – Andre Georges Marie Walter Albert Robyns (es) (1935–2003)
- Arráb. – Francisco Antonio de Arrábida (es) (1771–1850)
- Arruda – Manuel Arruda da Câmara (1752–1810)
- A.R.Sm. – Alan Reid Smith (n. 1943)
- Arthur – Joseph Charles Arthur (1850–1942)
- Art.Mey. – Arthur Meyer (1850–1922)
- Arv.-Touv. – Casimir Arvet-Touvet (1841–1913)
- Asch. – Paul Friedrich August Ascherson (1834–1913)
- A.Schatz – Albert Israel Schatz (1920–2005)
- A.Schenk – Alexander Schenk (1864–1924)
- A.Schimp. – Andreas Franz Wilhelm Schimper (1856–1901)
- A.Schlag. – Adolf Schlagintweit (1829–1857)
- A.Schlick. – August Schlickum (1867–1946)
- A.Schneid. – Albert Schneider (1863–1928)
- A.Schnyd. – Albert Schnyder (1856–1938)
- A.Schott – Arthur Carl Victor Schott (1814–1875)
- A.Schultz – Arthur Schultz (1838–1915)
- A.S.George – Alex George (n. 1939)
- Ashby – Edwin Ashby (1861–1941)
- Ashe – William Willard Ashe (1872–1932)
- A.Sinclair – Andrew Sinclair (1796–1861)
- Askerova – Rosa K. Askerova (n. 1929)
- Asmussen – Conny Asmussen (fl. 1997)
- A.Soriano – Alberto Soriano (alte limbi) (1920–1998)
- A.S.Rob. – Alastair Robinson (n. 1980)
- Assem – J. van den Assem (fl. 1953)
- A.Stahl – Agustín Stahl (1842–1917)
- A.St.-Hil. – Augustin Saint-Hilaire (1799–1853)
- A.Terracc. – Achille Terracciano (es) (1861–1917)
- A.Thouars – Abel Aubert Dupetit Thouars (1793–1864)
- Atk. – William Sackston Atkinson (1821–1875)
- Aubl. – Jean Baptiste Christophore Fusée Aublet (1720–1778)
- Aubrév. – André Aubréville (de; es; ru) (1897–1982)
- Aubriet – Claude Aubriet (1651–1742)
- Aucher – Pierre Martin Rémi Aucher-Éloy (1792–1838)
- Audib. – Urbain Audibert (1791–1846)
- Audubon – John James Audubon (1785–1851)
- Aug.DC. – Richard Émile Augustin de Candolle (es; fr) (1868–1920)
- Ausserd. – Anton Ausserdorfer (1836–1885)
- A.Usteri – Alfred Usteri (1869–1948)
- Austin – Coe Finch Austin (1831–1880)
- A.Vázquez – Antonio Vázquez (n. 1961)
- A.V.Bobrov – Alexey Vladimir Bobrov (n. 1969)
- A.V.Duthie – Augusta Vera Duthie (1881–1963)
- Avé-Lall. – Julius Léopold Eduard Avé-Lallemant (1803–1867)
- A.V.Roberts – Andrew Vaughan Roberts (n. 1940)
- A.Wall – Arnold Wall (1869–1966)
- A.Wallace – Alexander Wallace (1829–1899)
- A.W.Benn. – Alfred William Bennett (1833–1902)
- A.Weber – Anton Weber (n. 1947)
- A.W.Hill – Arthur William Hill (1875–1941)
- A.W.Howitt – Alfred William Howitt (1830–1908)
- A.Wigg. – Heinrich August Ludwig Wiggers (1803–1880)
- A.W.Purdie – Andrew William Purdie (1940–1989)
- A.W.Russell – Anna Worsley Russell (1807–1876)
- Axelrod – Daniel I. Axelrod (1910–1998)
- Azara – Félix de Azara (1746–1821)

## B–Z
| Liste: Sus | A | B | C | D | E F | G | H | I J | K L | M | N O | P | Q R | S | T U V | W X Y Z |

Pentru a găsi intrări ce încep cu B–Z, folosiți cuprinsul de mai sus.